# 1. Halleiner SK
Der 1. Halleiner Sportklub war ein österreichischer Fußballverein aus der Tennengauer Bezirkshauptstadt Hallein im Bundesland Salzburg und existierte von 1922 bis 2004.
Der Verein spielte in seiner Geschichte mehrmals in der Tauern- bzw. Regionalliga und war Salzburger Landesmeister sowie Landespokalsieger. Im Juni 2004 kam es zur Auflösung des Fußballvereins und in Partnerschaft mit dem ebenfalls aufgelösten Stadtkonkurrenten Olympia Hallein am 16. Juli desselben Jahres zur Gründung des Nachfolgevereins FC Hallein 04. Der Nachfolgeklub spielt derzeit in der Salzburger Liga im Salzburger Unterhaus.

## Geschichte des 1. Halleiner SK

### Gründungsgeschichte
Der 1. Halleiner Sportklub wurde im Frühjahr 1922 in der Halleiner Zellulosefabrik, die heute unter dem Namen AustroCel bekannt ist, gegründet. Der im Unternehmen tätige Grazer Student Haimo Rumpler bemühte sich um die Zusammenstellung einer Betriebsmannschaft und fand im damaligen, aus England stammenden, Generaldirektor Henry W. Davis einen Befürworter und Förderer dieses Vorhabens. Davis, nach dem heute eine Straße in Hallein benannt ist, stellte für seine fußballbegeisterten Mitarbeiter einen Holzlagerplatz als Spielfeld zur Verfügung, ließ Umkleidekabinen errichten und sorgte für Dresses, Fußballschuhe und Tornetze, die er aus seiner Heimat importierte. Im Frühjahr 1922 wurden die Statuten des Halleiner Athletik-Clubs bei der Bezirkshauptmannschaft Hallein eingereicht und die Vereinsfarben mit Rot und Weiß festgelegt. Der Gründungsausschuss setzte sich aus Jaroslaw Hromadka (Obmann), Wilhelm Fallwickl (Obmannstellvertreter), Haimo Rumpler (Sektionsleiter), Josef Schmuck (Kassierer), Josef Engelsberger (Schriftführer) und Leopold Rusch (Zeugwart) zusammen.

### Meisterschaftseinstieg und erster Landespokalsieg
In die Meisterschaft stieg der Verein erstmals in der Saison 1925/26 ein und belegte in seinem ersten Jahr in der damaligen Landesklasse unter fünf Vereinen den vierten Tabellenplatz. Interessant ist in diesem Zusammenhang, dass damals mit dem SK Vorwärts Hallein bereits ein zweiter Fußballklub aus der Salinenstadt in der 2. Salzburger Klasse spielte. Der 1924 gegründete Arbeiterklub Vorwärts löste sich jedoch bereits 1926 wieder auf. Der 1. Halleiner SK zog sich nach seiner Premierensaison aus der Liga zurück und wechselte in den Arbeiterfußballverband (VAFÖ). Nach dem politischen Umsturz und dem erfolgten Verbot der Arbeitervereine musste der HSK 1934 seinen Spielbetrieb offiziell einstellen. Mit der Gründung des Athletikclubs (AC) Hallein und dem Beitritt des offiziell neuen Vereins zum Salzburger Fußballverband spielte die HSK-Mannschaft aber geschlossen unter diesem Namen weiter. Im Spieljahr 1935/36 kämpften die Halleiner wieder um den Titel des Landesmeisters mit. Dabei errang der AC Hallein den vierten und letzten Rang, konnte jedoch auf Grund der geringen Anzahl an Fußballvereinen in der Liga verbleiben.
1936 feierte der AC Hallein mit einem 6:3-Triumph über den 1. Salzburger SK 1919 mit dem Gewinn des Salzburger Landespokals seinen ersten großen Erfolg. In der Meisterschaft erkämpften sich die Halleiner in der Folgesaison 1936/37 unter fünf Teilnehmern immerhin den dritten Platz und wurden dabei nur von den Spitzenmannschaften SV Austria Salzburg und Salzburger AK 1914 geschlagen. Dasselbe Ergebnis erzielten sie auch in der Saison 1937/38.

### Gewinn des Landesmeistertitels 1939
Mit den neuen Machtverhältnissen in der Ostmark änderte sich auch die Einteilung im Fußball. Die Salzburger Vereine spielten nunmehr in einer gemeinsamen Liga mit den starken Klubs aus Oberösterreich bzw. Oberdonau. Völlig überraschend wurde der AC Hallein hinter dem Linzer ASK, SK Admira Linz und SK Vorwärts Steyr Tabellenvierter, noch weit vor den Salzburger Aushängeschildern SAK 1914 und Austria Salzburg. Mit diesem vierten Rang sicherte sich der AC Hallein sensationell den ersten Salzburger Landesmeistertitel. In der Saison 1939/40 spielten die Salzburger Vereine wieder in der Salzburger Landesklasse. In den nachfolgenden Kriegsjahren kam der Fußball in Salzburg völlig zum Erliegen. Selbst die Salzburger Stadtvereine mussten sich zu einer einzigen Fußballgemeinschaft (FG Salzburg) zusammenschließen, um den Spielbetrieb mit Nachwuchsspielern und einigen wenigen arrivierten Spielern aufrechterhalten zu können. Nachdem in Hallein der Spielbetrieb aufgrund der Kriegsereignisse komplett eingestellt werden musste, taten sich 1945 einige ehemalige Funktionäre und Spieler zusammen, um den Traditionsverein unter seinem ursprünglichen Namen 1. Halleiner SK wiederzugründen.

### Aufstieg in die Tauernliga als 1. Halleiner SK
Nach dem Zweiten Weltkrieg wurde der Sportplatz am Adneter Gries errichtet und 1948 eröffnet. Der 1. Halleiner SK spielte in den Saisonen 1945/46 bis 1948/49 in der Landesklasse Salzburg und qualifizierte sich mit einem vierten Rang 1949 für die neugegründete Tauernliga, die damals zur zweiten Spielstufe im österreichischen Fußball zählte. In dieser Liga spielten die Salinenstädter von 1949/50 bis 1953/54. Das Spieljahr 1955 schlossen die Halleiner mit einem enttäuschenden neunten Rang in der Landesklasse Salzburg ab. Nach zwei Jahren in dieser Klasse konnte der 1. Halleiner Sportklub den Meistertitel erringen und wieder in die inzwischen Tauernliga Nord genannte zweite Spielstufe aufsteigen. Hier belegte der Verein im Spieljahr 1958/59 den sechsten Platz, feierte aber mit dem Einzug ins Salzburger Landespokalfinale, das mit 0:5 gegen Austria Salzburg verloren ging, einen schönen Erfolg.
1959/60 verpasste der 1. Halleiner SK mit dem fünften Platz nur knapp die Qualifikation zur neugeschaffenen zweitklassigen Regionalliga West, holte dieses Versäumnis jedoch in der Folgesaison mit dem Meistertitel in der nunmehrigen Salzburger Landesliga und dem damit verbundenen Aufstieg in die Regionalliga nach. Nachdem der 1. Halleiner SK 1963 den Abstieg hinnehmen musste, gelang der Wiederaufstieg erst in der Saison 1968/69.

### Landesmeistertitel 1976
Mit Einführung einer landesweiten zweiten Spielstufe kam vorübergehend das Aus für die Regionalliga. Hallein spielte nunmehr in der Salzburger Liga, feierte dort 1976 den Titelgewinn und qualifizierte sich damit für die Aufstiegsspiele zur 2. Division der Bundesliga.
Die Spieler dieser Meistermannschaft waren Spielertrainer Heinrich „Stuzi“ Reischmann, Hans Lang, Alexander Heidentaler, Werner Sonnleitner, Eberhard Seywald, Helmuth Hickmann, Josef Wanker, Peter Schnöll, Horst Stocker (Tormann), Josef Schnöll, Alfred Tusler, Herbert Hopfer, F. Tiefenbacher, Johann Promegger, Peter Lang, August Hoffmann und Ottmar Schnaitmann.

### Verlorene Aufstiegsspiele zur Bundesliga und der tiefe Fall
Allerdings gingen beide Spiele gegen den SV Wattens mit 0:3 in Hallein und 0:2 in Wattens und auch beide Spiele gegen SC Schwarz-Weiß Bregenz mit 0:1 in Bregenz und 1:6 in Hallein verloren.
1977/78 spielten die Halleiner in der neu eingeführten Alpenliga, der dritten Spielstufe, und belegten mit dem 13. Rang nur einen Abstiegsplatz. Von 1979 bis 1982 hielt sich der Halleiner Sportklub noch in der viertklassigen Salzburger Liga, bis schließlich 1983 mit dem letzten Platz der Abstieg in die 2. Landesliga Nord erfolgte. 1984 wurde auch hier der letzte Rang belegt, und es folgte ein weiterer Abstieg in die 1. Klasse Nord. 1988 gelang der Wiederaufstieg in die 2. Landesliga Nord und 1991 der Aufstieg in die 1. Landesliga. Von 1992 bis 2004 spielte der Verein in der 1. Landesliga. Nach Beendigung der Spielsaison 2003/04 kam es am 17. Juni – nach 82 Jahren – zur Auflösung des 1. Halleiner Sportklubs und am 16. Juli desselben Jahres zur Gründung des Nachfolgevereins FC Hallein 04.

### Bekannte Spieler
Alexander Heidentahler und Josef Stadler wurden als erste Spieler des Vereins 1970 in die österreichische Amateur-Nationalmannschaft einberufen. Beide gaben ihr Debüt am 7. Oktober 1970 bei der 1:3-Niederlage der Österreicher gegen die Schweiz in Winterthur. Während es für Heidentahler bei dieser einzigen Amateurteamberufung blieb, absolvierte Stadler zwei weitere Auswahlspiele. Am 31. Oktober 1970 unterlag er mit der österreichischen Mannschaft in Wien erneut der Schweiz (1:2), feierte aber am 30. Mai 1971 mit dem Amateurteam in Maribor einen 2:0-Erfolg über Luxemburg.
Mit Herbert Ilsanker ging aus dem Verein auch einer der bekanntesten Salzburger Fußballer der 1990er Jahre hervor. Als Spieler war Ilsanker jahrelang bei Austria Salzburg und beim 1. FSV Mainz 05 in Deutschland aktiv. Als Trainer gehört er seit 2005 zum Betreuerstab von Red Bull Salzburg. Daniel Kastner ist der letzte bekannte Spieler, der aus dem Traditionsverein hervorging. Der spätere Bundesligakicker überzeugte beim Freundschaftsspiel gegen Austria Salzburg (2:9) anlässlich des Gründungsfestes des FC Hallein 04 im Juli 2004. Obwohl er sich bei Salzburg nicht durchsetzen konnte, schaffte er den Sprung zum SV Ried, wo er im Saisonfinish 2005/06 mit mehreren Toren positiv aufzeigen konnte.

### Titel und Erfolge
- Salzburger Landesmeister: 1939 (AC Hallein), 1976
- Salzburger Landespokalsieger: 1936 (AC Hallein)
- Salzburger Landespokalfinale: 1959
- Meister der Sbg. Landesklasse: 1957
- Meister Landesliga/Salzburger Liga (3): 1961, 1969, 1976
- Meister 1. Klasse Nord (6): 1988
- Meister 2. Landesliga Nord (5): 1991

Anm.: Die Zahl in den Klammern gibt die Leistungsstufe der Ligen an.

## Fusionspartner SK Olympia 1948 Hallein

### Gründung als SK Vigaun
Der Sportklub Vigaun wurde 1948 in der Tennengauer Gemeinde Vigaun gegründet. Zu den Gründungsmitgliedern gehörten Johann Brüggler (Obmann), Mathias Strasser (Stv.), Josef Siller (Sektionsleiter), Florian Fallnhauser (Kassierer) und Johann Struber (Schriftführer). Der erste Fußballplatz konnte mit Meisterschaftsbeginn 1948 in der Salzburger 2. Klasse B auf dem Gelände des Schotterwerkes Sager & Wörner errichtet werden. Das Areal befand sich auf dem Gemeindegebiet von Kuchl und musste erst gerodet werden, bevor eine Spielstätte gebaut werden konnten. Scherzhaft wurde die Vigauner damals als die Mannschaft aus der Schottergrube bezeichnet. Die Vereinsfarben des SK Vigaun waren Blau und Weiß.
Der SK Vigaun feierte in der Saison 1955/56 den Meistertitel in der fünftklassigen 2. Klasse Salzburg und konnte auf Grund einer Ligareform direkt in die dritte österreichische Leistungsstufe, der Salzburger Landesklasse aufsteigen. Dort platzierte sich der Verein an der neunten Stelle, stand aber dann kurz vor der Auflösung, da der Pachtvertrag für seine Sportstätte nicht verlängert wurde. Dies zwang den jungen Verein, in die Bezirkshauptstadt Hallein abzuwandern. Die guten Kontakte zu den Funktionären des 1. Halleiner Sportklubs ermöglichten den Vigaunern vorerst ein Antreten auf dessen Sportplatz am Adneter Gries. Bis zur nächsten Ligareform und der damit verbundenen Einführung der Regionalliga im Jahr 1960 hielten sich die Vigauner im Mittelfeld der Tabelle, danach spielte der SK Vigaun in der viertklassigen 1. Klasse Nord.

### Abwanderung nach Hallein und Umbenennung
Anfang der 1960er Jahre errichtete der Verein seine eigene Sportanlage im Halleiner Stadtteil Gamp. Die neue Heimstätte und der Verlust der Bindungen zum Ort Vigaun führten dazu, dass der SK Vigaun nach längeren Diskussionen im Jahr 1963 in SK Olympia Hallein 1948 umbenannt wurde. Im Halleiner Vorort Bad Vigaun entstand erst im Jahr 2000 mit dem FC Bad Vigaun ein neuer Fußballverein.
1965 folgte der Abstieg aus der 1. Klasse Nord und bis 1967 der Durchmarsch in die letzte Salzburger Spielklasse. 1969 gelang Olympia Hallein der Meistertitel in der 3. Klasse und der damit verbundene Wiederaufstieg. Nach neun Jahren folgte 1978 der erneute Abstieg in die 3. Klasse und 1982 der Wiederaufstieg als Tabellenzweiter hinter dem ASVÖ Liefering. Nach dem Gewinn des Meistertitels in der 2. Klasse Nord B im Jahr 1992 spielte der Verein in der 1. Klasse und verfehlte als Vizemeister nur knapp den Aufstieg in die Zweite Landesliga. Für regionales Aufsehen sorgte der Olympia Hallein mit dem überlegenen Meistertitel der 2. Klasse Nord B in seiner letzten Saison 2003/04. Am 17. Juni 2004 wurde der SK Emco Olympia Hallein – nach 56 Jahren – aufgelöst. Am 16. Juli kam es zur Gründung des Nachfolgevereins FC Hallein 04.

### Bekannte Spieler
Beim SK Vigaun war einst der später bei Austria Salzburg bekannt gewordene Hans Bruncic tätig. Für Olympia Hallein spielte vor seiner Karriere bei Austria Salzburg in der Bundesliga der gebürtige Kroate Srecko „Felix“ Kurbasa.

### Erfolge
- Meister 2. Klasse (5):	1956 (als SK Vigaun)
- 4 Spieljahre in der dritten Leistungsstufe: 	1957–1960 (SK Vigaun)
- Meister 3. Klasse:	1969
- Meister 2. Klasse Nord:	1992
- Meister 2. Klasse Nord B:	2000, 2004

## Nachfolgeverein FC Hallein 04
Im Sommer 2004 kam es nach langwierigen Gesprächen zur Bündelung der fußballerischen Kräfte im Raum Hallein und zur Fusion der beiden Traditionsvereine 1. Halleiner Sportklub und SK Olympia 1948 Hallein. Der Beschluss zur Fusion wurde bereits 2003 nach Mitgliederabstimmungen in beiden Vereinen gefasst. Nachdem am 5. April 2004 bereits die Vereinsstatuten des neuen Klubs bei der Bezirkshauptmannschaft Hallein eingereicht wurden, kam es am 17. Juni desselben Jahres zur formalen Auflösung der beiden Altvereine und am 16. Juli 2004 zur offiziellen Gründung des FC Hallein 04.
Die Fusion zwischen SK und Olympia Hallein hatte aber auch in den eigenen Reihen nicht nur Befürworter. Ehemalige Olympia-Funktionäre gründeten mit dem SC Olympia 1948 Hallein ebenfalls einen neuen Verein und meldeten ihn am 20. Juli 2004 bei der Bezirkshauptmannschaft Hallein an. Die neue Olympia ist jedoch nicht Mitglied im Salzburger Fußballverband und verfügt auch über keine eigene Sportstätte, wodurch eine Meisterschaftsteilnahme derzeit nicht möglich ist.
Der neue Halleiner Großverein gehört wie bereits seine Vorgänger dem ASKÖ-Landesverband an und trat umgehend dem Salzburger Landesverband bei. Die Vereinsfarben wurden mit Blau und Rot festgelegt, wobei es sich dabei um eine Kombination der Klubfarben der ehemaligen eigenständigen Vereine HSK (Rot-Weiß) und Olympia (Blau-Weiß) handelt. Noch vor Gründung des Vereins wurden am 17. April 2004 die Verhandlungen mit dem neuen Hauptsponsor des Vereins abgeschlossen. Mit ERDAL konnte ein Betrieb gewonnen werden, der seit 1953 in Hallein angesiedelt ist und zu den erfolgreichsten und solidesten Unternehmen im Land Salzburg zählt. Der offizielle Name des Klubs lautet daher unter Einbeziehung des Sponsornamens FC Erdal Hallein 04.

### Die ersten Saisonen des neuen Vereins
Hallein 04 übernahm den Ligaplatz des Halleiner Sportklubs in der 2. Salzburger Landesliga Nord und erspielte sich in der Saison 2004/05 den enttäuschenden sechsten Tabellenrang. Im abgelaufenen Spieljahr 2005/06 musste sich der FC Hallein 04 als Vizemeister dem TSV Neumarkt geschlagen geben und verpasste nur relativ knapp den Aufstieg in die 1. Landesliga.
Seinen ersten großen Erfolg feierte der FC Hallein 04 mit dem Gewinn des Salzburger Landespokals in der Saison 2005/06. Nach Siegen über die Regionalligisten SV Seekirchen 1945 und FC Zell am See blieben die Halleiner auch im Semifinale gegen den Landesliga-Meister und Aufsteiger in die Regionalliga West SV Grödig im Elfmeterschießen erfolgreich.
Im Endspiel des Stiegl-Landes-Cups ergab sich das Kuriosum des Aufeinandertreffens des jüngsten und des ältesten Salzburger Landvereins, wobei der FC Hallein 04 sich in dem am 16. Juni 2006 in Eugendorf ausgetragenen Spiel gegen den Landesligisten 1. Oberndorfer SK klar mit 7:2 durchsetzte. Als Held des Spiels wurde Kapitän Jasmin Jahic gefeiert, der allein vier der sieben Halleiner Treffer erzielte. Die weiteren Tore erzielten Feurstein, Chachutzky und Schachner. Die Finalmannschaft des FC Hallein 04 hatte folgendes Aussehen: Winkler Gerhard; Cetin Kamil; Gimpl Gernot, Hilzensauer Jakob; Bräunlinger Andreas, Höllbacher Hannes, Chachutzky Patrick (69. Kastner Roland), Akode (64. Rettensteiner Roland), Jahic Jasmin; Feurstein Christian (60. Schachner Andreas), Hofmann Lukas.
Mit dem Landespokalsieg qualifizierten sich die Tennengauer erstmals und als bisher einzige Mannschaft einer fünften Spielklasse überhaupt für den ÖFB-Pokal der Saison 2006/07. In der Vorrunde, die als Qualifikation zur ersten Hauptrunde diente, besiegte Hallein den SV Seekirchen auswärts nach Verlängerung mit 3:2. In der ersten Hauptrunde trafen die Salinenstädter auf den steirischen Regionalligisten SV Allerheiligen. Die Tennengauer vermochten spielerisch durchaus gegen den höherklassigen Gegner zu überzeugen, verabsäumten es aber ihre Torchancen zu nützen und schieden mit 0:3 aus dem Bewerb aus.
In der Saison 2006/07 konnte der FC Erdal Hallein 04 erstmals eine Saison als Meister abschließen. Sie beendeten die Saison mit 8 Punkten vor dem SV Kuchl.

### Erfolge
- Meister 2. Landesliga Nord:	2007
- Salzburger Landespokalsieger:	2006, 2008
- Vizemeister 2. Landesliga Nord:	2006
- ÖFB-Cup-Teilnehmer: 2006/07, 2008/09

### Bekannte Spieler
Nach der Fusion wurden einige Spieler wie auch Trainer verpflichtet, die einen schnellstmöglichen Aufstieg in die Landesliga gewährleisten sollten. Zu ihnen zählten Franz Fegg, der bereits den FC Puch in der 2. Bundesliga trainierte, sowie dessen Nachfolger als Trainer Florian Karasek. Dieser spielte einst selbst für den 1. Halleiner SK und kurz für Austria Salzburg sowie für den Zweitligaklub SV Braunau. Der bekannteste und erfolgreichste ehemalige Fußballer des FC Hallein ist Gerhard Struber. Er gewann mit dem SV Austria Salzburg in den Saisonen 1995 und 1997 den österreichischen Meistertitel sowie den Supercup und kam auch in internationalen Spielen zum Einsatz. Vor seinem Engagement bei Hallein spielte Struber beim SC Schwanenstadt. Jasmin Jahic, früher in der zweiten österreichischen Liga beim SV Spittal tätig, war 5 Jahre Spieler im Verein und erzielte in dieser Zeit 76 Meisterschaftstore und ist damit Rekordtorschütze. Markus Rainer spielt seit dem Frühjahr der Saison 2009/10 beim FC Hallein 04, er spielte in früheren Jahren beim SC Schwanenstadt und FC Admira Wacker Mödling in der zweiten Liga.

## Frauenfußball
Der Verein hatte eine Damenmannschaft, die als DSK Hallein ab der Saison 1995/96 in der Salzburger Damenliga aufstieg und bis zur Saison 1998/99 als 1. Halleiner SK spielte.